# Kiralno središte
Kiralna središta su atomi koji su tetraedarni i koji imaju četiri različita substituenta. Obično su ti atomi atomi ugljika. U organskoj kemiji najčešće se radi o asimetrično supstituiranom ugljikovom atomu (C*).
Svako kiralno središte je R ili S. Molekule koje imaju samo jedno središte su kiralne. Kiralne mogu biti i molekule i s više kiralnih središta, osim mezomolekula.